# Communautés économiques régionales en Afrique
Les communautés économiques régionales (CER) en Afrique regroupent les différents pays des sous-régions afin de faciliter une plus grande intégration économique. Ces communautés sont décrites comme les « éléments constitutifs » de l'Union africaine (UA) et sont également au cœur de la stratégie de mise en œuvre du Nouveau partenariat pour le développement de l'Afrique (NEPAD). 

## Liste des communautés économiques régionales reconnues par l'Union africaine
Huit CER sont reconnues par l' UA, chacune établie en vertu d'un traité régional distinct :
- Union du Maghreb arabe (UMA)
- Marché commun de l'Afrique orientale et australe (COMESA)
- Communauté des États sahélo-sahariens (CEN-SAD)
- Communauté de l'Afrique de l'Est (EAC)
- Communauté économique des États de l'Afrique centrale (CEEAC)
- Communauté économique des États de l'Afrique de l'Ouest (CEDEAO)
- Autorité intergouvernementale pour le développement (IGAD)
- Communauté de développement de l'Afrique australe (SADC)[2].

## Contexte
Depuis sa création en 1963, l'Organisation de l'unité africaine (OUA) a encouragé  l'intégration économique du continent estimant qu'elle constitue la condition préalable à son développement économique. 
Le Plan d'action de Lagos de 1980 pour le développement de l'Afrique, suivi du traité de 1991 portant à la création de la  Communauté économique africaine (également appelé Traité d'Abuja ), proposait la création de communautés économiques régionales (CER) comme base de l'intégration africaine, avec un calendrier pour l'intégration régionale, puis continentale. Le traité prévoit la mise en place de la Communauté économique africaine selon un processus graduel de 6 étapes sur 34 ans, soit d'ici 2028. 
L'article 88 du traité d'Abuja stipule que le fondement de la Communauté économique africaine est l'intégration progressive des activités des CER, avec l'établissement de la pleine intégration économique continentale comme objectif final vers lequel doivent être orientées les activités des CER. Un protocole sur les relations entre l'AEC et les CER est entré en vigueur le 25 février 1998. 
En 2000, le sommet OUA / AEC à Lomé a adopté l'Acte constitutif de l'Union africaine, qui a officiellement remplacé l'OUA en 2002. Le dernier sommet de l'OUA à Lusaka du 9 au 11 juillet 2001 a réaffirmé le statut des CER au sein de l'Union africaine et la nécessité de leur étroite implication dans la formulation et la mise en œuvre de tous les programmes de l'Union. 
Dans le même temps, il a été reconnu que la structure actuelle des CER était loin d'être idéale, avec de nombreux chevauchements de compétences. Lors du sommet de Maputo en 2003, la Commission de l'UA a été invitée à accélérer la préparation d'un nouveau projet de protocole sur les relations entre l'Union africaine et les CER. La rationalisation des CER a constitué le thème du sommet  de l'UA au mois de juillet 2006 à Banjul.  Lors du sommet d'Accra en juillet 2007, l'Assemblée de l'UA a adopté un protocole sur les relations entre l'Union africaine et les communautés économiques régionales.  Ce protocole vise à faciliter l'harmonisation des politiques et à garantir le respect du calendrier du Traité d'Abuja et du Plan d'action de Lagos.

## Défis auxquels sont confrontées les CER
Plusieurs membres des CER sont présents dans plusieurs de ceux-ci : En Afrique de l'Est, par exemple, le Kenya et l'Ouganda sont membres à la fois de la 
CAE et du COMESA, tandis que la Tanzanie, également membre de la CAE a quitté le COMESA et rejoint la SADC en 2001. Cette composition multiple et déroutante crée une duplication et parfois une concurrence dans les activités, tout en imposant un fardeau supplémentaire au personnel des affaires étrangères déjà surchargé pour assister à tous les divers sommets et autres réunions. Il évoque un phénomène appelé Spaghetti bowl effect (en) effet bol de spaghetti, . 
En outre, il existe d'autres organes régionaux de coopération économique qui ne sont pas officiellement reconnus par l'Union africaine en tant que CER, notamment: 
- Communauté économique et monétaire de l'Afrique centrale (CEMAC)
- Union économique et monétaire ouest-africaine (UEMOA / UEMOA)
- Communauté économique des pays des Grands Lacs (CEPGL)
- Commission de l'océan Indien (COI)
- Union du fleuve Mano (MRU)
- Union douanière d'Afrique australe (SACU)

D'autres structures de coopération régionale qui ne sont pas nécessairement axées sur l'intégration économique ont également des pouvoirs qui se chevauchent, notamment: 
- Accords de paix et de sécurité, comme la Conférence internationale sur la région des Grands Lacs (CIRGL / CIRGL)
- Accords de gestion des bassins hydrographiques, tels que l'Office de développement du bassin du fleuve Sénégal (OMVS)[2].

## Source de traduction
- (en) Cet article est partiellement ou en totalité issu de l’article de Wikipédia en anglais intitulé « Regional Economic Communities » (voir la liste des auteurs).

## Liens vers les sites Web des CER

### Reconnu par l'UA
- Union du Maghreb arabe (UMA)
- Marché commun de l'Afrique orientale et australe (COMESA)
- Communauté des États sahélo- sahariens (CEN-SAD)
- Communauté de l'Afrique de l'Est (EAC)
- Communauté économique des États de l'Afrique centrale (CEEAC)
- Communauté économique des États de l'Afrique de l'Ouest (CEDEAO)
- Autorité intergouvernementale pour le développement (IGAD)
- Communauté de développement de l'Afrique australe (SADC)

### Autres
- Communauté économique et monétaire de l'Afrique centrale
- Union économique et monétaire ouest-africaine
- Conférence internationale sur la région des Grands Lacs
- Commission de l'océan Indien
- Autorité de développement du bassin du fleuve Sénégal
- Union douanière d'Afrique australe